# داريو زاريت
داريو زاريت (بالإسبانية: Darío Zárate)‏ هو لاعب كرة قدم أرجنتيني، ولد في 22 مايو 1979 في قرطبة في الأرجنتين. لعب مع أمريكا دي كالي وديفنسا خوستيكا ونادي 9 دي خوليو دي رافاييلا ونادي أتليتيكو بيلغرانو ونويفا شيكاجو.